# Đức Giêsu chữa lành người mù ở Bếtsaiđa

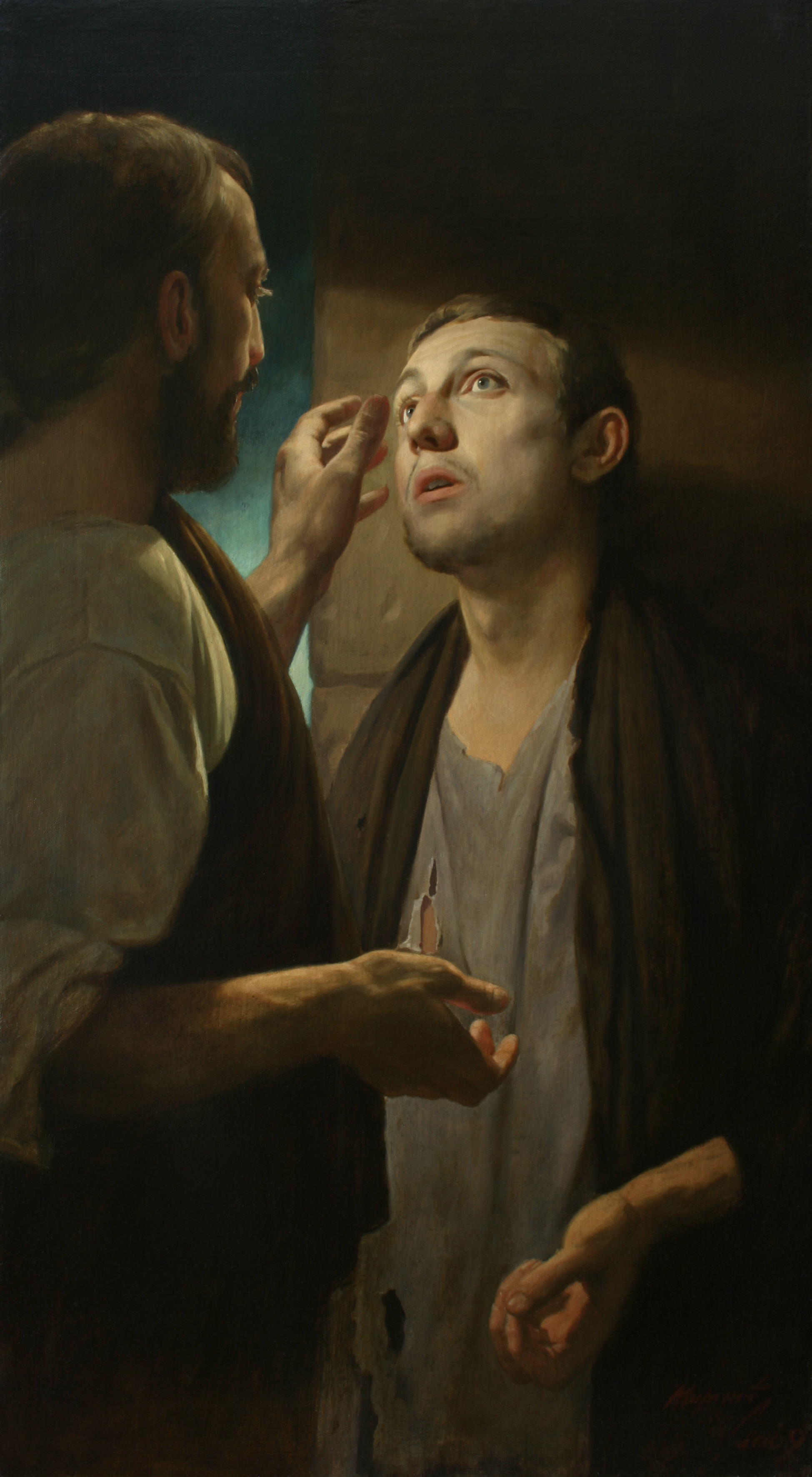
"Chúa Giêsu chữa lành người mù", tranh của A. Mironov

Đức Giêsu chữa lành một người mù thành Bếtxaiđa là một phép lạ của Đức Giêsu chỉ được mô tả trong Phúc âm Máccô. Điều đặc biệt của phép lạ này là việc nó xảy ra từ từ chứ không ngay tức khắc.

## Mô tả phép lạ trong Phúc âm Máccô
Câu chuyện xảy ra tại thành Bếtxaiđa, một địa danh mà chính xác ở đâu vẫn còn được các học giả tranh luận, có thể là tại Et-Tell, một ngọn đồi cách bờ đông bắc Biển hồ Galilee khoảng 2km. Thành phố được Philipphê thủ hiến xứ Ituria nâng lên từ một ngôi làng lên thành phố và được đặt tên là "Julias" (Tiếng Hy Lạp: Ἰουλιάδα) theo tên con gái Hoàng đế Augustus. Theo Phúc âm Mátthêu và Luca, Bếtxaiđa là một trong những thành phố bị Đức Giêsu nguyền rủa vì không đã không sám hối (Mt 11, 21; Lc 10, 13-15). Tuy nhiên trong câu 23 và 26, tác giả Máccô dùng từ Hy Lạp kome (κώμη) vì thế có thể câu chuyện xảy ra tại một ngôi làng gần Bếtxaiđa.
Người dân đã dẫn một người mù đến để xin Đức Giêsu sờ vào anh ta. Việc sờ vào người như một phương pháp chữa lành thường được biết đến vào thời bấy giờ. Câu 23 bắt đầu với việc Đức Giêsu cầm lấy tay anh mù đưa ra khỏi làng thường được các nhà chú giải cho tương hợp với việc người làm phép lạ trong một nơi kín đáo và cách xa với đám đông. Từ ngữ diễn đạt hành vi Đức Giêsu cầm tay anh mù  và đưa ra khỏi làng rất gần với câu văn đến từ Sách Ngôn Sứ Giêrêmia (38, 22 theo bản Bảy Mươi) nói về cách Thiên Chúa đưa dân Do Thái ra khỏi Ai Cập nên có cách chú giải việc đưa người mù ra khỏi làng như sự giải phóng của dân Do Thái khỏi cảnh nô lệ ở Ai Cập trong biến cổ Xuất Hành. Phần thứ hai câu văn 23 nói đến việc Đức Giêsu áp dụng những phương thức truyền thống để chữa bệnh cho người mù đó là nước miếng (sách Talmud cũng nói đến việc lấy nước miếng để chữa những bệnh về mắt) và đặt tay.
Câu 24 nói đến phản ứng của người mù với một kết quả khởi đầu, chứng tỏ việc chữa lành chưa đạt hiệu quả hoàn toàn. Nhiều nhà chú giải nhận xét câu văn 24 không gãy gọn vì thế nên gây nhiều khó khăn khi phải biên dịch. Sự kiện người mù này nhận ra người và cây cối ngụ ý rằng người này không phải mù bẩm sinh nhưng đã bị mù bởi tai nạn hoặc do bệnh tật. Đức Giêsu lại tiếp tục công việc chữa lành và lần này người chỉ đặt tay lên mắt người mù thì anh ta thấy lại được. Đây là trình thuật phép lạ duy nhất trong Phúc âm cho thấy Đức Giêsu làm phép lạ qua hai giai đoạn.
Câu 26 không nói đến những lời khen ngợi, tung hô như thường thấy trong các trình thuật về phép lạ trong Phúc âm Nhất lãm, mà ở đây Đức Giêsu nói người mù trở về nhà, tái hòa nhập lại vào xã hội vì bình thường một người bệnh thường bị loại ra khỏi cộng đồng.
(22) Đức Giê-su và các môn đệ đến Bết-xai-đa. Người ta dẫn một người mù đến và nài xin Đức Giê-su sờ vào anh ta.(23) Người cầm lấy tay anh mù, đưa ra khỏi làng, rồi nhổ nước miếng vào mắt anh, đặt tay trên anh và hỏi: “Anh có thấy gì không?”(24) Anh ngước mắt lên và thưa: “Tôi thấy người ta, trông họ như cây cối, họ đi đi lại lại.”(25) Rồi Người lại đặt tay trên mắt anh, anh trông rõ và khỏi hẳn; anh thấy tỏ tường mọi sự.(26) Người cho anh về nhà và dặn: “Anh đừng có vào làng.”
(Bản dịch của Nhóm Phiên Dịch Các Giờ Kinh Phụng Vụ)

## Ý nghĩa phép lạ
Phép lạ chữa lành người mù ở Bếtxaiđa là một trong hai phép lạ được Phúc âm Máccô ký thuật lai mà không tìm thấy trong các sách phúc âm khác (phép lạ còn lại là việc chữa lành người vừa điếc vừa ngọng). Có thể hai tác giả Nhất lãm loại bỏ trình thuật này vì phép lạ chữa lành của Đức Giêsu chỉ hoàn tất sau hai giai đoạn và sự cứng lòng tin của các môn đệ không phải là chủ đề trong các Phúc âm Mátthêu và Luca.
Đoạn văn chữa lành người mù tại Bếtsaiđa đi đôi với đoạn chữa lành người mù tại Giêrikhô thành hai đoạn đầu và cuối của một đơn vị văn chương về hành trình của Đức Giêsu trên con đường đến Giêrusalem, trong đó người mù tại Bếtsaiđa được chữa đến hai lần mang biểu tượng cái khó khăn của người môn đệ trong việc chống trả lại sự mù quáng của họ và đức tin còn non nớt của họ, còn trình thuật người mù thành Giêrikhô cho thấy đức tin của các môn đệ tuy còn khiếm khuyết nhưng Đức Giêsu đã chấp nhận cho họ theo mình trong sứ vụ tại Giêrusalem và trong cuộc khổ nạn.